# Hani (llengua)
El hani és una llengua tibeto-birmana parlada a la Xina, al sud-oest de Yunnan per aproximadament 500 000 hani
La llengua és parlada, per poblacions molt més petites, més enllà de les fronteres xineses, al Vietnam i Laos.

## Classificació interna

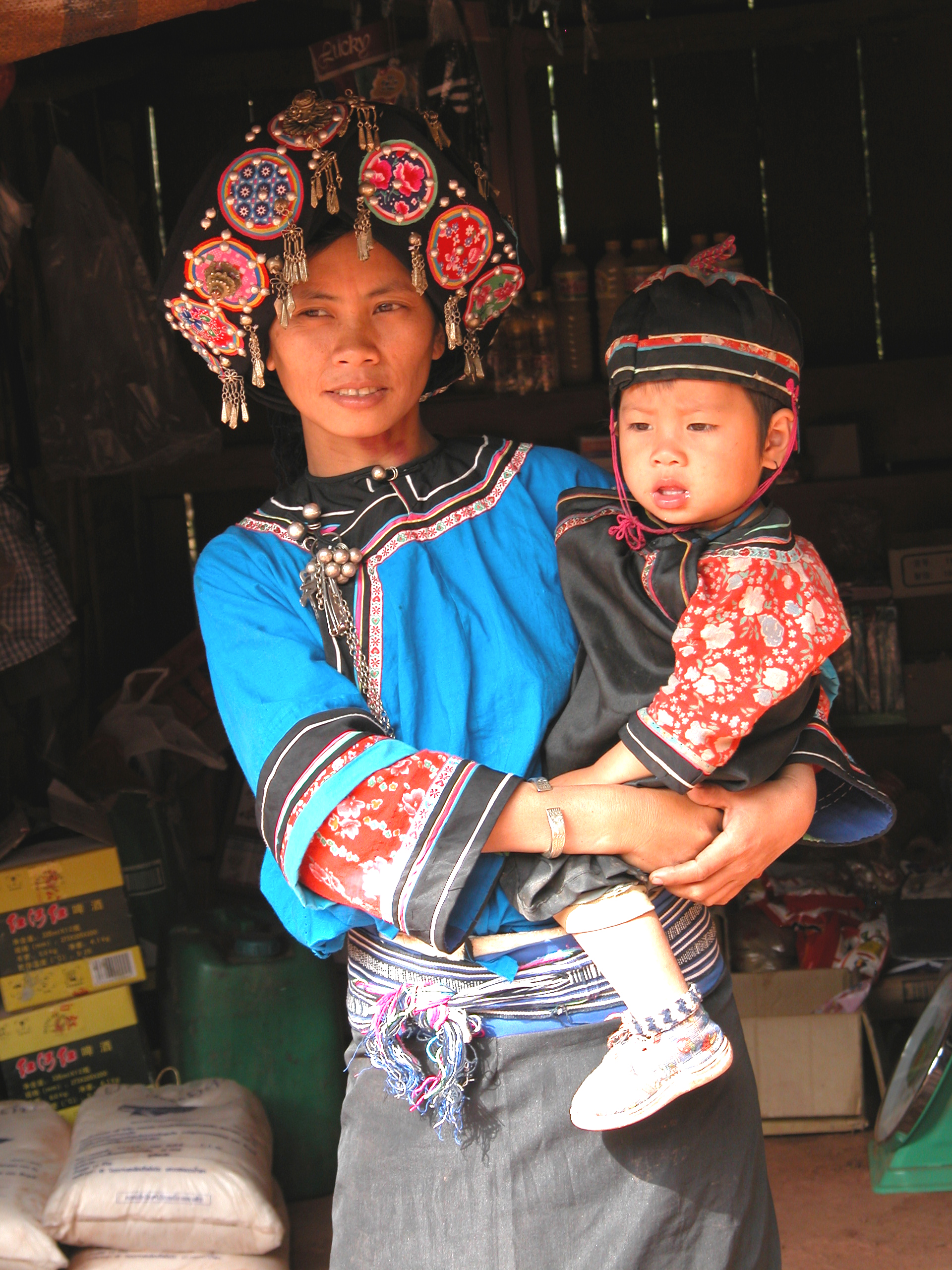
Una dona Ho (Hani) i el seu fill a Laos, cap al 2003.

Hani pertany al grup lingüístic lolo-birmà dins de la família lingüística tibeto-birmana

## Fonologia
Les taules presenten els fonemes vocàlics i consonàntics de la varietat parlada a la prefectura autònoma de Hani i Yi de Honghe, situada a Yunnan.

### Vocals
|          | Anteriors        | Centrals  | Posteriors      |
| -------- | ---------------- | --------- | --------------- |
| Tancades | jo [ i ] ɪ̘ [ ɪ̘ ] |           | ɯ [ ɯ ] u [ u ] |
| Mitjanes | e [ e ]          | ɤ [ ɤ ]   | ø [ ø ] o [ o ] |
| Obertes  |                  | té [ té ] | ɔ [ ɔ ]         |

Totes les vocals tenen equivalents laringis.

### Consonants
|            |               | Bilabials   | Alveolars    | Alveolars | Alv.-pal.    | Velars        |
| ---------- | ------------- | ----------- | ------------ | --------- | ------------ | ------------- |
| Centrals   | Laterals      | Bilabials   |              |           | Alv.-pal.    | Velars        |
| Oclusives  | Sordes        | p [ p ]     | t [ t ]      |           |              | k [ k ]       |
| Oclusives  | Palatals      | ] [ pʲ ]    | ] [ tʲ ]     |           |              | ] [ kʲ ]      |
| Oclusives  | aspirades     | ] [ pʰ ]    | ] [ tʰ ]     |           |              | ] [ kʰ ]      |
| Oclusives  | Pal. xuclades | ] [ pʰʲ ] _ | ] [ tʰʲ ] _  |           |              | khj [ k ʰ ʲ ] |
| Oclusives  | Sonores       | b [ b ]     | d [ d ]      |           |              | g [ g ]       |
| fricatives | Sordes        | f [ f ]     | s [ s ]      |           | ɕ [ ɕ ]      | x [ x ]       |
| fricatives | Sonores       |             | z [ z ]      |           |              | ɣ [ ɣ ]       |
| africades  | Sordes        |             | ts [ t͡s ]    |           | tɕ [ t͡ɕ ]    |               |
| africades  | aspirades     |             | tsh [ t͡s ʰ ] |           | tɕh [ t͡ɕ ʰ ] |               |
| africades  | Sonores       |             | dz [ d͡z ]    |           | dʑ [ d͡ʑ ]    |               |
| Líquides   | Líquides      |             |              | l [ l ]   |              |               |
| nasals     | Sonores       | m [ m ]     | n [ n ]      |           | ɳ [ ɳ ]      | ŋ [ ŋ ]       |
| nasals     | Palatals      | ] [ mʲ ]    |              |           |              |               |
| Semivocals | Semivocals    | w [ w ]     |              | j [ d ]   |              |               |

### Un llenguatge tonal
El hani és una llengua tonal que té quatre tons.